# Garrofer del Viaducte del Parc Güell
El Garrofer del Viaducte del Parc Güell (Ceratonia siliqua) és un arbre arrelat dins d'un dels viaductes del Parc Güell de Barcelona, el qual va néixer al voltant de l'any 1893.

## Història i descripció
Els garrofers i tantes altres plantes indígenes de la finca (d'aspecte típicament mediterrani) foren escrupolosament respectats per Gaudí durant les obres de construcció del Parc Güell (1900-1903). Plantes i arquitectura foren aplegades en una autèntica unitat paisatgística. Aquest vell garrofer, arrelat sota la triple columnata dels viaductes i de tronc retorçat en busca de la llum, és la viva imatge d'aquesta concepció gaudiniana.
Tot i ser molt maltractat a l'escorça (gairebé tots els visitants que passen pel viaducte s'hi repengen o bé s'hi enfilen per tal de fotografiar-s'hi), en tractar-se d'una espècie rústega i soferta, sembla tenir un aspecte sa, tant de brancatge com de fullatge. La seuv peculiar morfologia sembla que hagi fet adaptar l'arbre a l'arquitectura del viaducte, on creix tortuós car és un lloc on sembla inversemblant que un arbre pugui desenvolupar-se com ho ha fet (sembla talment que les corbes del garrofer formin un contínuum amb els contraforts que suporten el viaducte).
A l'entorn hi ha herbatge (blet, lletsó bord, tomaquera naturalitzada i esparreguera boscana), arbusts (Cotoneaster, pitòspor, lligabosc fragant i ullastre) i arbres (Mimosa, acàcia de fulla blavenca i olivera).

## Dades[1]
- Perímetre del tronc a 1,30 m: 2,21 m.
- Perímetre de la base del tronc: 2,66 m.
- Alçada: 3,50 m.
- Amplada de la capçada: 6,50 m.
- Altitud sobre el nivell del mar: 159 m.